# Камышинская (река)
Камышинская — река в Шигонском районе Самарской области России. Устье реки находится в 26 км по левому берегу реки Уса. Длина реки составляет 16 км.
На реке стоят населённые пункты сельского поселения Бичевная: село Кузькино и деревня Биринск у истоков, ниже село Камышенка и железнодорожная станция Бичевная.

## Данные водного реестра
По данным государственного водного реестра России относится к Нижневолжскому бассейновому округу, водохозяйственный участок реки — Куйбышевского водохранилища от посёлка городского типа Камское Устье до Куйбышевского гидроузла, без реки Большой Черемшан. Речной бассейн реки — Волга от верхнего Куйбышевского водохранилища до впадения в Каспий.